# Bullworker

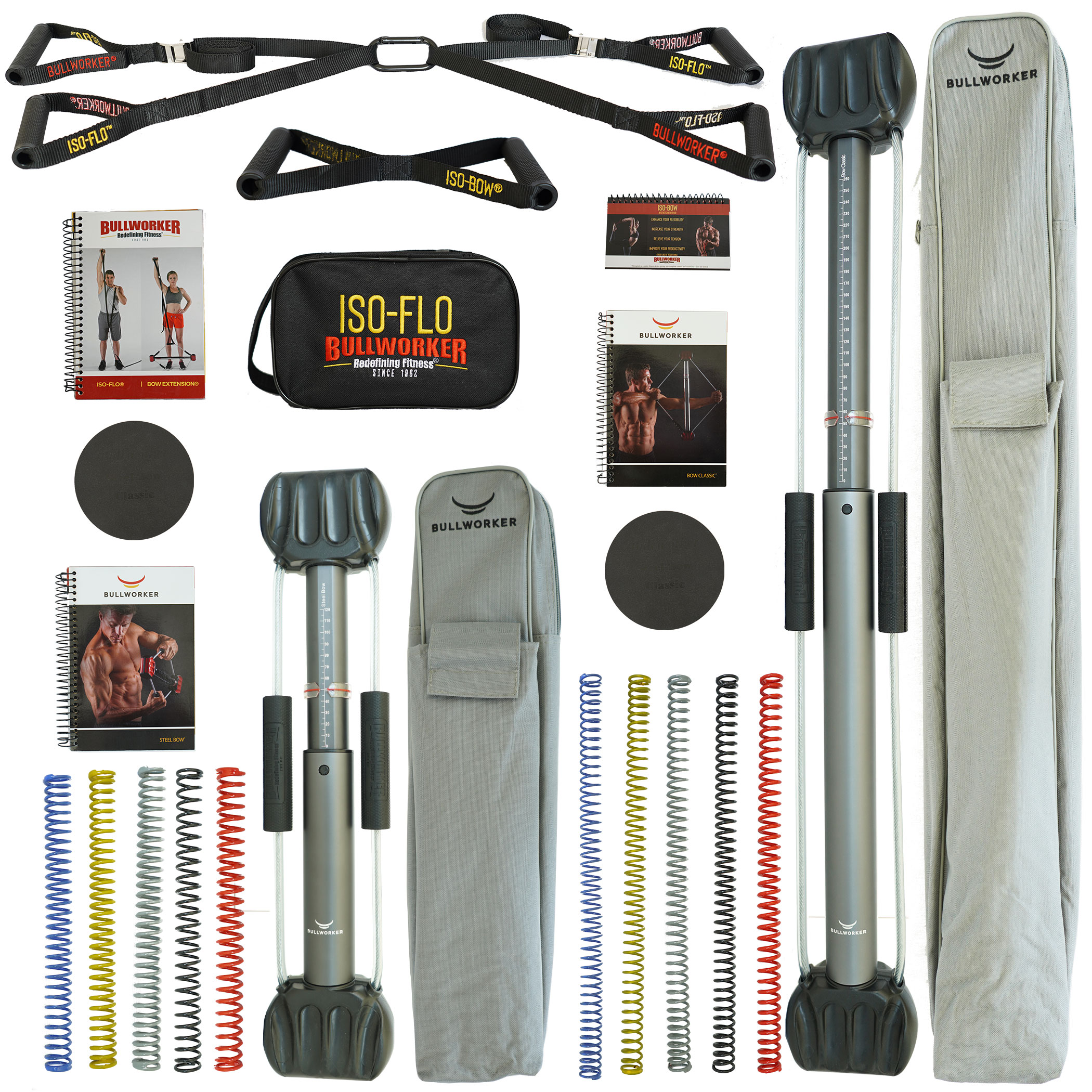
Bullwoker produkty

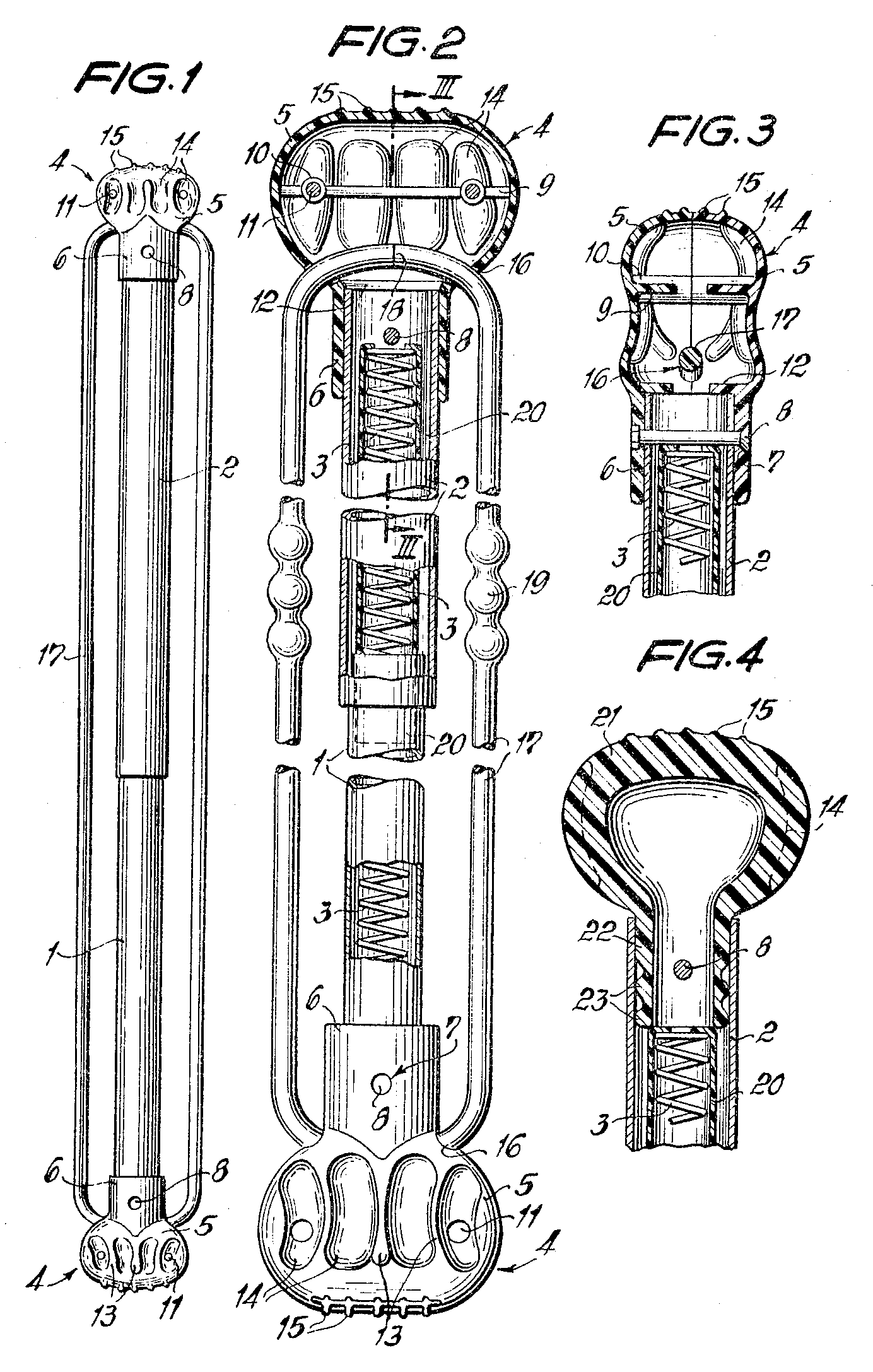
Nákres zařízení Bullworker pro patentový úřad

Bullworker je zařízení pro izometrické posilování svalů, původně uvedené na trh počátkem 60. let 20. století. Bylo navrženo a patentováno německým vynálezcem Gertem F. Kobelem a stále se prodává v Evropě, Asii a USA.